# TPA Group
TPA Group je poradenská společnost v oblasti daní, auditu a dalších specializovaných oblastech. Působí zejména v regionu střední a jihovýchodní Evropy.

## Historie
Společnost TPA (Treuhand Partner Austria) byla založena roku 1979 v dolnorakouském městě Langenlois. Společnost se zaměřuje především na poskytování služeb v oblasti nemovitostí, bank, služeb, energetiky, zpracovatelského průmyslu a obchodu.
V létě 2016 skupina TPA ukončila své členství v síti Crowe Horwath International a od září 2016 je členem Baker Tilly Europe Alliance.

## Baker Tilly Europe Alliance
Baker Tilly Europe Alliance je složena ze tří nezávislých členů – Baker Tilly International, nezávislý člen Baker Tilly International v Německu, Baker Tilly, a skupina TPA Group. 

## TPA Česká republika
Partneři skupiny TPA Česká republika poskytují své služby v České republice od roku 1993. TPA poskytuje služby zejména z oblasti daňového poradenství a auditu. Zaměřuje se především na korporátní klienty podnikající na mezinárodní úrovni v oblasti střední a jihovýchodní Evropy. 